# Special Olympics Singapur
Special Olympics Singapur (international als Special Olympics Singapore bekannt oder abgekürzt SOSG) ist ein Verband von Special Olympics International mit Sitz in Singapur. Dessen erklärtes Ziel ist es, das ganze Jahr hindurch Sportmöglichkeiten für Kinder und Erwachsene mit geistiger Beeinträchtigung anzubieten. Dadurch soll ihnen die Möglichkeit gegeben werden, Mut zu zeigen, Freundschaften zu knüpfen und sich zusammen mit ihren Familien noch besser in die Gesellschaft zu integrieren. Außerdem gehört es zu den Aufgaben von Special Olympics Singapur, die registrierten Athletinnen und Athleten bei nationalen und internationalen Wettbewerben zu betreuen.

## Geschichte
1983 wurde Special Olympics Singapur als Ausschuss der Bewegung für geistig Behinderte von Singapur (Movement of the Intellectual Disabled of Singapore MINDS) und der Vereinigung für bildungsferne Kinder (Association of Educationally Sub-Normal Children) gegründet. Anschließend wurde der Verband am 15. Januar 1991 offiziell als unabhängige Wohlfahrtsorganisation registriert. Der Verband arbeitet eng mit Special Olympics International zusammen und gehört in die Gruppe Asia-Pacific-Region, die aus 35 Ländern besteht und die sich aus Ländern Asiens und des pazifischen Raums zusammensetzt.
Der Sportverband ist ein wohltätiger Verein und stützt sich als solcher weitgehend auf die Arbeit von Freiwilligen und auf Spenden. Verschiedene Krankenhäuser Singapurs aber auch internationale Unternehmen wie Procter & Gamble unterstützen den Verband finanziell und materiell. Als Präsidentin von Special Olympics Singapur wurde Dr. Teo-Koh Sock Miang 2021 in ihrem Amt bestätigt (Stand Herbst 2022).

## Aktivitäten

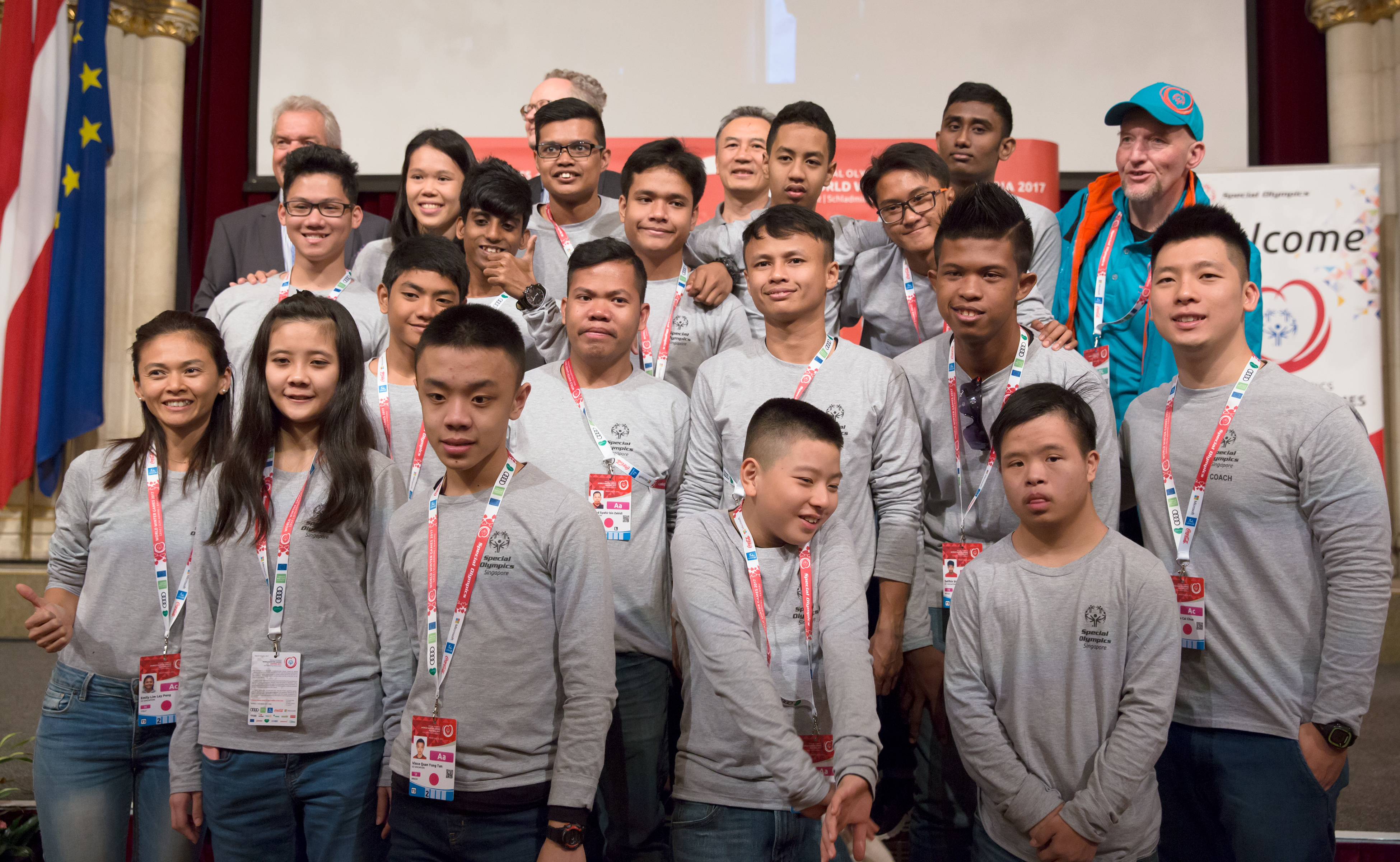
Team Singapur bei den Special Olympics World Winter Games 2017 beim Empfang in Wien

2015 waren 529 Athletinnen und Athleten und Unified Partner (nicht beeinträchtigte Sportlerinnen und Sportler) sowie 254 Sporttrainer bei Special Olympics Singapur registriert. 
Special Olympics Singapur bietet folgende Sportarten an: Leichtathletik, Schwimmen, Fußball,  Basketball, Bowling, Boccia, Floorball und Tanz.
Außerdem nimmt Special Olympics Singapur an den internationalen Programmen der Special Olympics Athlete Leadership, Motor Activities Training Program, Healthy Athletes, Young Athletes und Family Support Network teil.

### Teilnahme an vergangenen Weltspielen
- 1995 Special Olympics World Summer Games, New Haven, USA
- 2003 Special Olympics World Summer Games, Dublin, Irland
- 2007 Special Olympics World Summer Games, Shanghai, China
- 2011 Special Olympics World Summer Games, Athen, Griechenland
- 2015 Special Olympics World Summer Games, Los Angeles, USA (32 Athletinnen und Athleten)
- 2017 Special Olympics World Winter Games, Graz-Schladmning-Ramsau, Österreich (14 Athletinnen und Athleten)[5]
- 2019 Special Olympics, World Summer Games, Abu Dhabi, Vereinigte Arabische Emirate (30 Athletinnen und Athleten)[6]

### Teilnahme an den Special Olympics World Summer Games 2023 in Berlin
Special Olympics Singapur nahm an den Special Olympics World Summer Games 2023 in Berlin teil. Die Delegation aus Singapur wurde vor den Spielen im Rahmen des Host Town Program vom Landkreis Börde, Haldensleben, Helmstedt und dem Landkreis Helmstedt betreut. und bestand aus 30 Athletinnen, Athleten und Unified-Partnern. Das Team gewann bei diesen Weltspielen sechs Gold-, zwei Silber- und zwei Bronzemedaillen.

### Teilnahme an Weltspielen nach 2023
- 2025 Special Olympics World Winter Games, Turin, Italien (4 Athletinnen und Athleten)[10]